# Mensur (Fechten)

Fechtstellung bei enger Mensur

Als Mensur bezeichnet man im Fechten allgemein den Abstand zweier Fechter zueinander.
Man unterscheidet hierbei zwischen der engen oder kurzen Mensur, der mittleren Mensur und der weiten Mensur.
- Enge oder kurze Mensur: Die Fechter können einander bereits mit ausgestrecktem Arm treffen.
- Mittlere Mensur: Man kann den Gegner mit gestrecktem Arm plus einem Ausfall oder einem Schritt vor treffen.
- Weite Mensur: Für einen Treffer ist neben dem ausgestreckten Arm und dem Schritt vor zusätzlich ein Ausfall oder ein Sprung vor plus Ausfall (Ballestra) nötig. In einzelnen Fällen genügt auch statt des Sprung vor ein Nachsetzen plus Ausfall.

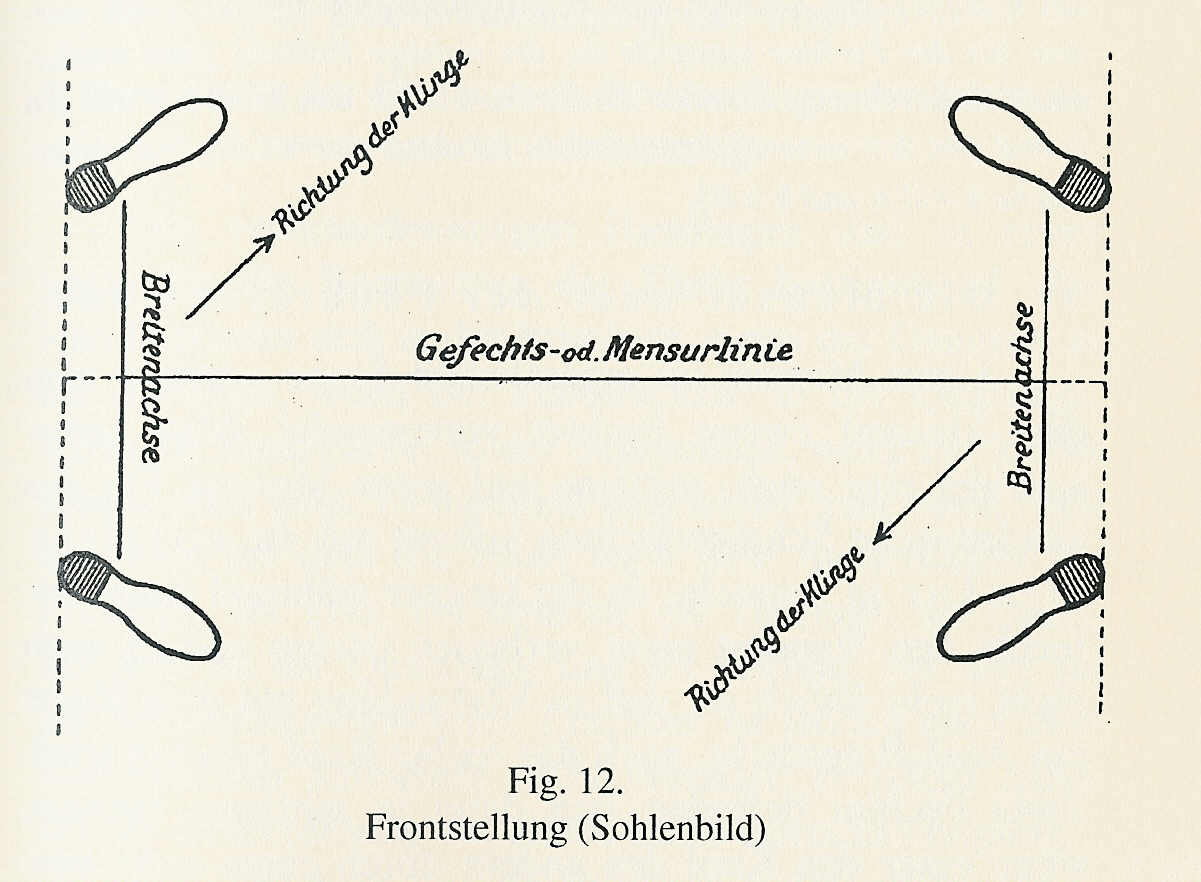
Fechtstellung bei der akademischen Mensur (Sohlenbild)

Beim akademischen bzw. studentischen Fechten stehen sich die Fechter in einer kurzen Mensur gegenüber, die – zumindest während eines Ganges – nicht verlassen werden darf („feste Mensur“ im Gegensatz zur „losen Mensur“ im Sportfechten). Diese Art des Zweikampfs wird daher pars pro toto ebenfalls als Mensur bezeichnet.

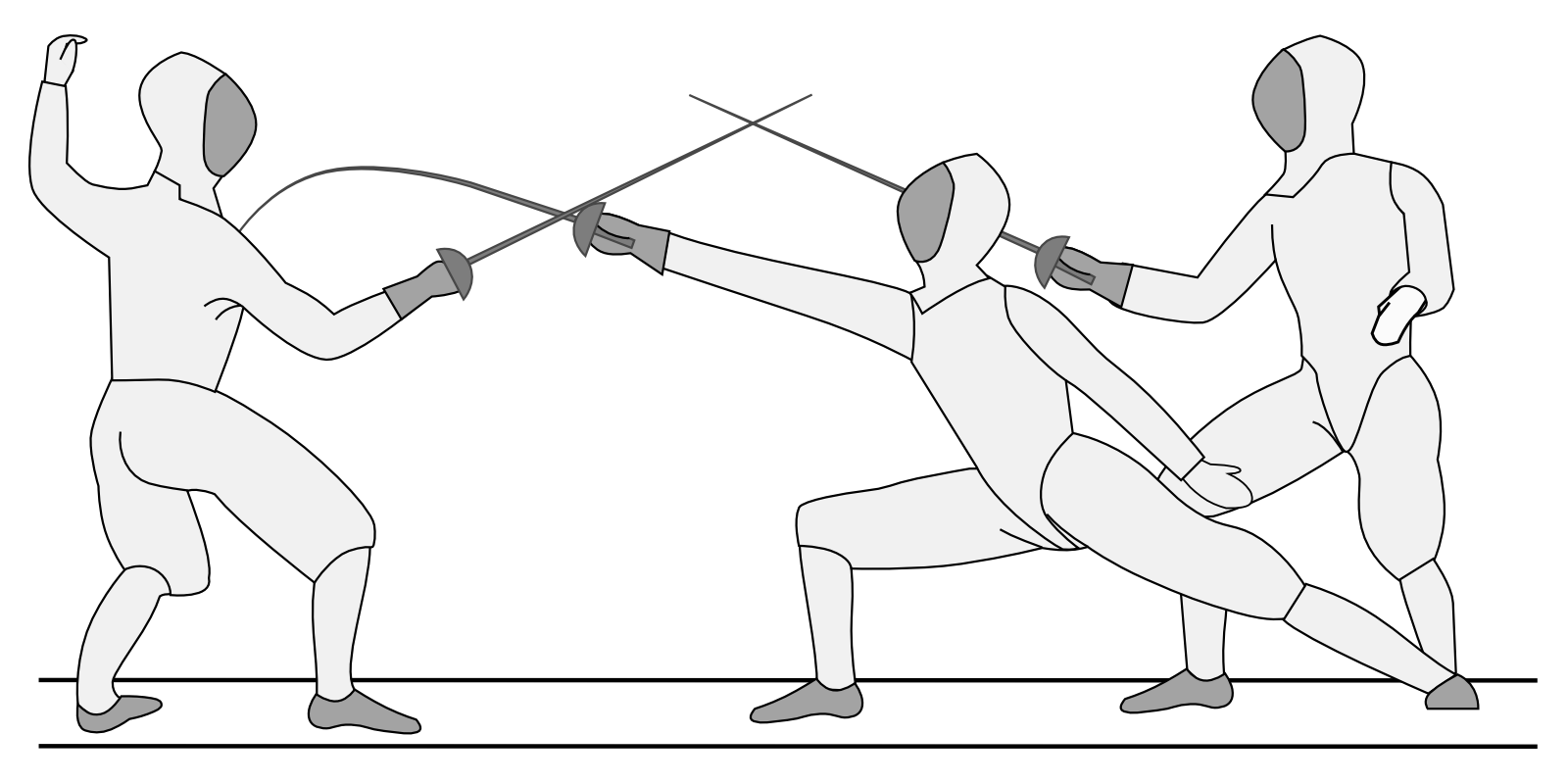
Veränderung der Mensur durch einen Ausfall im Sportfechten
Feste Mensur bei einer studentischen Mensur